# Museología
La museología (del griego μουσειόν = museión 'museo', lugar de las musas y λόγος = logos, razonamiento, argumentación, habla) es una rama de las humanidades que trata de los museos, su historia, su influencia en la sociedad y las técnicas de conservación y catalogación.

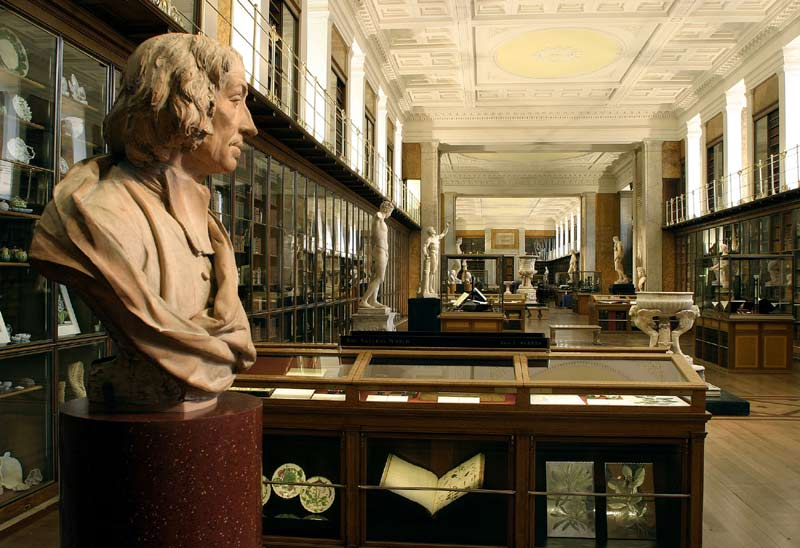
La Sala de la Ilustración del Museo Británico, restaurada para mostrar el Siglo de las Luces de un museo.

Los primeros museos, llamados "Gabinetes de Curiosidades", surgidos a fines del siglo XV o durante el XVI en la Edad Media, eran amontonamientos de objetos desconectados entre sí, sin clasificar o indicar, que llenaban todo el espacio, provocando un exceso visual que, prácticamente, no traía aparejada información.
El concepto de museo, definido por Guillermo Budé en su Lexicon-Graeco-Latinum de 1554, como "un lugar dedicado a las musas y al estudio, donde se ocupa de cada uno de las nobles disciplinas".
Será a fines del siglo XIX cuando el Museo de Historia Natural de Londres exhiba sus objetos ordenados científicamente, gracias a las clasificaciones de Carlos Linneo.
A lo largo del siglo XX, las técnicas de exposición fueron incorporando los avances de la comunicación, hasta hoy, en que los museos pueden considerarse multimediáticos.
En la actualidad el museólogo trabaja junto a las ciencias de la comunicación y la informática. Estas informaciones escritas deben ser cortas, al estilo periodístico, pero con contenido científico. La televisión y la informática han sido incorporadas para transmitir los contenidos de forma lúdica y efectiva. La manipulación de objetos pasó a ser prácticamente una condición esencial de muchos museos, así como la inclusión de tecnología que fue durante un tiempo exclusiva de parques de diversión (dinosaurios para cabalgar, trenes para recorrer réplicas de minas, etc.).
Esto, sin duda, genera polémica, pues no son todos los museólogos que aceptan la inclusión de elementos considerados "de cultura de masa" para llevar al público el resultado de investigaciones científicas, pero la cantidad de visitas a los museos que han aceptado la incorporación de las nuevas tecnologías demuestra que este es el camino para conciliar el saber (antes considerado) "erudito" con las nuevas formas de comprender.

## Creación de los Museos
En sus orígenes, la idea de crear museos como espacios abiertos al público general se remonta a la época clásica, pero las fundaciones e instituciones financiadas con fondos públicos solo se remontan a unos cuantos cientos de años.
Los gabinetes de curiosidades de los siglos XVI y XVII, serían los precursores de los museos, basados en colecciones privadas que en su mayoría eran dispersas, arbitrarias y sin clasificar. Tras el movimiento ilustrado del s. XVIII se retomará la idea clásica de acercar al público en general, no solo a las élites o  privilegiados, los trabajos de recopilación y estudio de las colecciones para que se pudiera contemplar en su conjunto y de manera ordenada. Esta nueva concepción abriría el estudio del Arte, los inventos, la Historia, los objetos, usos y tradiciones que están reflejados en la cultura material de las colecciones y centraría a la colección como principal elemento del museo para que el visitante tenga una experiencia del aprendizaje y la comprensión por medio de la contemplación y el descubrimiento. Abriendo definitivamente el conocimiento hacia la sociedad.

## Elementos de estudio
La museología estudia y analiza los diferentes elementos que forman parte de la realidad museística. Inicialmente, el primer factor que justificaba y daba sentido a los museos era la propia colección, que la institución se ocupaba de conservar y mostrar. Con el tiempo, el concepto de museo-contenedor, se fue ampliando por el de servicio cultural público, y otros elementos fueron incorporándose a los componentes esenciales del museo. Estos se pueden resumir en: el público, la planificación, el continente y el contenido.

### El público
Uno de los objetivos de todo museo es mostrar su colección y llegar al máximo de personas posibles, independientemente de su origen o nivel cultural. Durante el siglo XVIII y XIX el principal público de los museos eran gente de la aristocracia y de la burguesía. Con el tiempo el grupo de gente se amplió a estudiosos, intelectuales e historiadores. No fue hasta la segunda mitad del siglo XX, con la llegada de la cultura de masas, que los museos se convirtieron en centros totalmente abiertos a la sociedad. A principios del siglo XXI, con la llegada de las nuevas tecnologías y las redes sociales, los museos se han abierto a su público, tomando presencia en plataformas como Twitter o Facebook.

### La planificación
Como toda organización, el museo debe tener unos objetivos claros y bien definidos. Estos objetivos a menudo vienen marcados por la política cultural de su área geográfica de influencia y por las intenciones del propio equipo gestor del museo. La museología investiga sobre todos los temas relacionados con la planificación del museo, como son la adquisición y conservación de obras de arte, la disposición física de las obras, la difusión educativa de la colección o el análisis de la relación público-museo, entre muchos otros aspectos. En España, la relevancia que han ido adquiriendo en los últimos años todas las cuestiones relativas a la planificación museológica, se ha plasmado en la publicación en 2005 del documento de "Criterios para la elaboración del Plan Museológico" (AA.VV.), coordinado por la Subdirección General de Museos Estatales, con objeto de dotar a los museos de un instrumento de planificación estable, normalizando y desarrollando exhaustivamente el "Plan Museológico" para facilitar el diagnóstico de los museos y la programación ordenada de sus diferentes necesidades (arquitectónicas, expositivas, de colecciones, difusión, etc.).

### El continente
La actividad del museo se encuentra ligada a su estructura arquitectónica. Los museos se encuentran a menudo ubicados en edificios de vieja planta, que presentan particularidades arquitectónicas que dificultan o influyen en el discurso expositivo. En los museos de nueva planta, en cambio, los edificios están específicamente diseñados para la muestra y exhibición, facilitando a menudo la instalación de servicios complementarios (cafetería, guardarropa, accesos). Estos edificios, deben ser sobre todo flexibles y extensibles, es decir, deben permitir futuras modificaciones y/o ampliaciones.
La ubicación del continente, sea un edificio en el centro de la ciudad o un espacio en una zona rural, influirá a menudo sobre la cantidad y el tipo de público.

### El contenido
Normalmente la exposición permanente de un museo es solo una pequeña muestra de sus fondos. Esta muestra es a menudo una selección de las mejores piezas de la colección o de las más representativas. El discurso museológico queda plasmado en la exposición, mostrando la ideología el concepto y el ámbito de estudio del propio museo. Las piezas, no solo tienen que valerse por sí mismas sino que deben tener un sentido en el contexto de la exposición, deben mantener cierta relación con el resto del material expuesto. También deben estar contextualizadas con el mundo exterior.

## Museología vs. Museografía
Existe cierta confusión y debate sobre estos dos términos, sus usos y delimitaciones. En Diccionario de la lengua española define la museología como: la ciencia que trata de los museos, de su historia, de su influjo en la sociedad y de las técnicas de conservación y catalogación. Y la museografía como: Conjunto de técnicas y prácticas relativas al funcionamiento de un museo. Estas dos definiciones son bastante confusas y dejan un amplio abanico a la interpretación.
El ICOM ha intentado en varias ocasiones aclarar los dos términos acabando por definir en 1970 a la museología como: la ciencia del museo, estudia la historia y la razón de ser de los museos y su función social. También estudia la metodología de trabajar y el estudio que se da en el museo junto con la clasificación de los mismos. Y la museografía como: la ciencia que trata sobre la arquitectura y ordenamiento de las instalaciones científicas de los museos.
En el 1963, Luigi Salerno, define la museología como: el estudio de la estructura del museo y la museología es la ampliación de la museografía. La museología no se limita a problemas arquitectónicos tampoco a elementos expositivos; sino que tiene intereses más altos (como la vida del museo y su finalidad).
Georges Henri Riviere en el 1981, define museología como: la ciencia que estudia la historia y la función de la sociedad en los museos, su organización y funcionamiento, pero también incluye la arquitectura del museo.
No existe por tanto un consenso en cuanto a los ámbitos de los dos términos pero a día de hoy se puede aclarar y existe una base para afirmar que: La museología y museografía tienen como finalidad el estudio de los museos, pero desde diferentes puntos de vistas y métodos de trabajo.
La museología es más teórica, pretende definir los objetivos, métodos y sistemas de trabajo interno de los investigadores, conservadores, y la museografía es más práctica, y está relacionada con la manera en que se materializan los conceptos museológicos.